# Copa Libertadores da América de 2016
A Copa Libertadores da América de 2016, oficialmente Copa Bridgestone Libertadores 2016 por questões de patrocínio, foi a 57.ª edição da competição de futebol realizada anualmente pela Confederação Sul-Americana de Futebol (CONMEBOL). Participaram clubes das dez associações sul-americanas, mais três clubes do México, como associação convidada.
O Atlético Nacional, da Colômbia, conquistou seu segundo título na competição ao vencer o Independiente del Valle, do Equador, clube que estreava em finais continentais, por um placar agregado de 2–1. Como campeão, o clube colombiano participou da Copa do Mundo de Clubes da FIFA de 2016 como representante da CONMEBOL. Além da vaga na Copa do Mundo, ganhou o direito de disputar a Recopa Sul-Americana de 2017 com a Chapecoense, clube vencedor da Copa Sul-Americana de 2016.

## Equipes classificadas
| País                                  | Equipe                    | Classificação |
| ------------------------------------- | ------------------------- | --- |
| Argentina · (5 vagas + atual campeão) | River Plate               | Campeão da Copa Libertadores 2015                                                                                            |
| Argentina · (5 vagas + atual campeão) | Boca Juniors              | Campeão do Campeonato Argentino 2015                                                                                         |
| Argentina · (5 vagas + atual campeão) | San Lorenzo               | Vice-campeão do Campeonato Argentino 2015                                                                                    |
| Argentina · (5 vagas + atual campeão) | Rosário Central           | Vice-campeão da Copa Argentina 2014–15                                                                                       |
| Argentina · (5 vagas + atual campeão) | Racing                    | Campeão da Liguilla Pré-Libertadores                                                                                         |
| Argentina · (5 vagas + atual campeão) | Huracán                   | Melhor colocado na Copa Sul-Americana 2015                                                                                   |
| Bolívia · (3 vagas)                   | Bolívar                   | Campeão do Torneio Apertura 2014 e Clausura 2015                                                                             |
| Bolívia · (3 vagas)                   | The Strongest             | Melhor pontuação na temporada 2014–15                                                                                        |
| Bolívia · (3 vagas)                   | Oriente Petrolero         | 2ª melhor pontuação na temporada 2014–15                                                                                     |
| Brasil · (5 vagas)                    | Corinthians               | Campeão do Campeonato Brasileiro Série A 2015                                                                                |
| Brasil · (5 vagas)                    | Palmeiras                 | Campeão da Copa do Brasil 2015                                                                                               |
| Brasil · (5 vagas)                    | Atlético Mineiro          | Vice-campeão do Campeonato Brasileiro Série A 2015                                                                           |
| Brasil · (5 vagas)                    | Grêmio                    | 3º colocado no Campeonato Brasileiro Série A 2015                                                                            |
| Brasil · (5 vagas)                    | São Paulo                 | 4º colocado no Campeonato Brasileiro Série A 2015                                                                            |
| Chile · (3 vagas)                     | Cobresal                  | Campeão do Torneo Clausura 2015                                                                                              |
| Chile · (3 vagas)                     | Colo-Colo                 | Campeão do Torneio Apertura 2015                                                                                             |
| Chile · (3 vagas)                     | Universidad de Chile      | Campeão da Copa Chile 2015                                                                                                   |
| Colômbia · (3 vagas)                  | Deportivo Cali            | Campeão do Torneio Apertura 2015                                                                                             |
| Colômbia · (3 vagas)                  | Atlético Nacional         | Campeão do Torneio Finalización 2015                                                                                         |
| Colômbia · (3 vagas)                  | Santa Fe                  | Campeão da Copa Sul-Americana 2015                                                                                           |
| Equador · (3 vagas)                   | Emelec                    | Campeão do Campeonato Equatoriano 2015                                                                                       |
| Equador · (3 vagas)                   | LDU Quito                 | Vice-campeão do Campeonato Equatoriano 2015                                                                                  |
| Equador · (3 vagas)                   | Independiente del Valle   | Melhor pontuação na temporada 2015                                                                                           |
| Paraguai · (3 vagas)                  | Cerro Porteño             | Campeão do Campeonato Paraguaio 2015 com melhor pontuação                                                                    |
| Paraguai · (3 vagas)                  | Olimpia                   | Campeão do Campeonato Paraguaio 2015 com pior pontuação                                                                      |
| Paraguai · (3 vagas)                  | Guaraní                   | Melhor pontuação na temporada 2015                                                                                           |
| Peru · (3 vagas)                      | Melgar                    | Campeão do Campeonato Descentralizado 2015                                                                                   |
| Peru · (3 vagas)                      | Sporting Cristal          | Vice-campeão do Campeonato Descentralizado 2015                                                                              |
| Peru · (3 vagas)                      | Universidad César Vallejo | 3º colocado no Campeonato Descentralizado 2015                                                                               |
| Uruguai · (3 vagas)                   | Nacional                  | Campeão do Campeonato Uruguaio 2014–15                                                                                       |
| Uruguai · (3 vagas)                   | Peñarol                   | Vice-campeão do Campeonato Uruguaio 2014–15                                                                                  |
| Uruguai · (3 vagas)                   | River Plate               | Melhor pontuação na temporada 2014–15                                                                                        |
| Venezuela · (3 vagas)                 | Deportivo Táchira         | Campeão do Campeonato Venezuelano 2014–15                                                                                    |
| Venezuela · (3 vagas)                 | Trujillanos               | Vice-campeão do Campeonato Venezuelano 2014–15                                                                               |
| Venezuela · (3 vagas)                 | Caracas                   | Melhor pontuação na temporada 2014–15                                                                                        |
| México · (3 vagas)                    | Pumas UNAM                | Melhor colocado na fase classificatória do Apertura 2015 não classificado para a Liga dos Campeões da CONCACAF de 2015–16    |
| México · (3 vagas)                    | Toluca                    | 2º melhor colocado na fase classificatória do Apertura 2015 não classificado para a Liga dos Campeões da CONCACAF de 2015–16 |
| México · (3 vagas)                    | Puebla                    | Campeão da Supercopa MX 2015                                                                                                 |

## Calendário
Para a composição do calendário foi considerada a quarta-feira de cada semana, mas os jogos podem ser às terças e quintas. O calendário de cada fase compreende as seguintes datas:
| Fase             | Ida                           | Volta                         |
| ---------------- | ----------------------------- | ----------------------------- |
| Primeira fase    | 2 a 4 de fevereiro            | 9 a 11 de fevereiro           |
| Fase de grupos   | 16 de fevereiro a 21 de abril | 16 de fevereiro a 21 de abril |
| Oitavas de final | 26 a 28 de abril              | 3 a 5 de maio                 |
| Quartas de final | 11 a 17 de maio               | 18 a 24 de maio               |
| Semifinais       | 6 a 7 de julho                | 13 a 14 de julho              |
| Finais           | 20 de julho                   | 27 de julho                   |

## Sorteio
O sorteio foi realizado em 22 de dezembro, no Centro de Convenções da CONMEBOL em Luque, no Paraguai.
A partir dessa temporada, a distribuição das equipes através dos potes se deu de acordo com o novo ranking de clubes da CONMEBOL e levou em consideração os seguintes fatores:
1. Performance nos últimos 10 anos, com peso maior para as edições mais recentes;
2. Performance histórica na Copa Libertadores, abrangendo o período entre a primeira edição em 1960 até 2015;
3. Campeão nos respectivos campeonatos nacionais nas últimas dez temporadas.

Os clubes do México, na condição de convidados, não foram considerados para o ranking.
|               | Pote A | Pote A | Pote B | Pote B |
| ------------- | --- | --- | --- | --- |
| Primeira fase | - São Paulo (11) - Universidad de Chile (17) - Santa Fe (22) - Guaraní (29) - Racing (39) - Caracas (43)                                                    | - São Paulo (11) - Universidad de Chile (17) - Santa Fe (22) - Guaraní (29) - Racing (39) - Caracas (43)                                        | - Oriente Petrolero (64) - Huracán (72) - Independiente del Valle (78) - Universidad César Vallejo (152) - River Plate (–) Puebla (–)                              | - Oriente Petrolero (64) - Huracán (72) - Independiente del Valle (78) - Universidad César Vallejo (152) - River Plate (–) Puebla (–)                                                           |
|               | Pote 1 | Pote 2 | Pote 3 | Pote 4 |
| Segunda fase  | - River Plate (2, atual campeão) - Boca Juniors (1) - Peñarol (3) - Nacional (5) - Olimpia (7) - Corinthians (9) - Atlético Mineiro (13) - San Lorenzo (14) | - Grêmio (16) - Emelec (18) - Cerro Porteño (19) - Atlético Nacional (20) - Bolívar (21) - Colo-Colo (24) - Palmeiras (31) - The Strongest (33) | - LDU Quito (34) - Sporting Cristal (38) - Deportivo Cali (44) - Deportivo Táchira (49) - Rosário Central (71) - Melgar (108) - Cobresal (123) - Trujillanos (175) | - Pumas UNAM (–) - Toluca (–) - Vencedor primeira fase 1 - Vencedor primeira fase 2 - Vencedor primeira fase 3 - Vencedor primeira fase 4 - Vencedor primeira fase 5 - Vencedor primeira fase 6 |

## Primeira fase
A primeira fase foi disputada entre 2 e 11 de fevereiro, em partidas eliminatórias em ida e volta. Em caso de empate no placar agregado, a regra do gol fora de casa será considerada e, persistindo a igualdade, a vaga será definida na disputa por pênaltis.
| v d e |

| Chave | Equipe 1                  | Total    | Equipe 2             | Ida | Volta |
| ----- | ------------------------- | -------- | -------------------- | --- | ----- |
| G1    | Oriente Petrolero         | 1–6      | Santa Fe             | 1–3 | 0–3   |
| G2    | Huracán                   | 2–2 (gf) | Caracas              | 1–0 | 1–2   |
| G3    | Puebla                    | 2–3      | Racing               | 2–2 | 0–1   |
| G4    | River Plate               | 2–0      | Universidad de Chile | 2–0 | 0–0   |
| G5    | Independiente del Valle   | 2–2 (gf) | Guaraní              | 1–0 | 1–2   |
| G6    | Universidad César Vallejo | 1–2      | São Paulo            | 1–1 | 0–1   |

## Fase de grupos
A fase de grupos foi disputada entre 16 de fevereiro e 21 de abril, sendo jogada em oito grupos de quatro equipes cada, com jogos em ida e volta dentro dos grupos. Para determinar as posições dentro dos grupos segue como critérios de desempate: 1) Pontos; 2) Saldo de gols; 3) Gols pró (marcados); 4) Gols marcados como visitante; 5) Sorteio. As duas primeiras equipes em cada grupo avançam à fase final.

### Grupo 1
| Pos | Equipe        | Pts | J | V | E | D | GP | GC | SG  | Classificado |     | RIV | SAO | STR | TRU |
| --- | ------------- | --- | - | - | - | - | -- | -- | --- | ------------ | --- | --- | --- | --- | --- |
| 1   | River Plate   | 11  | 6 | 3 | 2 | 1 | 17 | 7  | +10 | Fase final   |     | —   | 1–1 | 6–0 | 4–3 |
| 2   | São Paulo     | 9   | 6 | 2 | 3 | 1 | 11 | 5  | +6  | Fase final   |     | 2–1 | —   | 0–1 | 6–0 |
| 3   | The Strongest | 8   | 6 | 2 | 2 | 2 | 6  | 11 | −5  |              |     | 1–1 | 1–1 | —   | 2–1 |
| 4   | Trujillanos   | 4   | 6 | 1 | 1 | 4 | 7  | 18 | −11 |              | 0–4 | 1–1 | 2–1 | —   |     |

### Grupo 2
| Pos | Equipe          | Pts | J | V | E | D | GP | GC | SG | Classificado |     | RCE | NAC | PAL | RPM |
| --- | --------------- | --- | - | - | - | - | -- | -- | -- | ------------ | --- | --- | --- | --- | --- |
| 1   | Rosário Central | 11  | 6 | 3 | 2 | 1 | 13 | 8  | +5 | Fase final   |     | —   | 1–1 | 3–3 | 4–1 |
| 2   | Nacional        | 9   | 6 | 2 | 3 | 1 | 6  | 6  | 0  | Fase final   |     | 0–2 | —   | 1–0 | 0–0 |
| 3   | Palmeiras       | 8   | 6 | 2 | 2 | 2 | 12 | 8  | +4 |              |     | 2–0 | 1–2 | —   | 4–0 |
| 4   | River Plate     | 3   | 6 | 0 | 3 | 3 | 6  | 15 | −9 |              | 1–3 | 2–2 | 2–2 | —   |     |

### Grupo 3
| Pos | Equipe         | Pts | J | V | E | D | GP | GC | SG  | Classificado |     | BOC | RAC | BOL | CAL |
| --- | -------------- | --- | - | - | - | - | -- | -- | --- | ------------ | --- | --- | --- | --- | --- |
| 1   | Boca Juniors   | 12  | 6 | 3 | 3 | 0 | 11 | 4  | +7  | Fase final   |     | —   | 0–0 | 3–1 | 6–2 |
| 2   | Racing         | 9   | 6 | 2 | 3 | 1 | 11 | 7  | +4  | Fase final   |     | 0–1 | —   | 4–1 | 4–2 |
| 3   | Bolívar        | 6   | 6 | 1 | 3 | 2 | 10 | 10 | 0   |              |     | 1–1 | 1–1 | —   | 5–0 |
| 4   | Deportivo Cali | 3   | 6 | 0 | 3 | 3 | 7  | 18 | −11 |              | 0–0 | 2–2 | 1–1 | —   |     |

### Grupo 4
| Pos | Equipe            | Pts | J | V | E | D | GP | GC | SG  | Classificado |     | ATL | HUR | PEN | CRI |
| --- | ----------------- | --- | - | - | - | - | -- | -- | --- | ------------ | --- | --- | --- | --- | --- |
| 1   | Atlético Nacional | 16  | 6 | 5 | 1 | 0 | 12 | 0  | +12 | Fase final   |     | —   | 0–0 | 2–0 | 3–0 |
| 2   | Huracán           | 8   | 6 | 2 | 2 | 2 | 7  | 7  | 0   | Fase final   |     | 0–2 | —   | 0–0 | 4–2 |
| 3   | Peñarol           | 5   | 6 | 1 | 2 | 3 | 5  | 11 | −6  |              |     | 0–4 | 0–1 | —   | 4–3 |
| 4   | Sporting Cristal  | 4   | 6 | 1 | 1 | 4 | 9  | 15 | −6  |              | 0–1 | 3–2 | 1–1 | —   |     |

### Grupo 5
| Pos | Equipe                  | Pts | J | V | E | D | GP | GC | SG  | Classificado |     | CAM | IDV | CCL | MEL |
| --- | ----------------------- | --- | - | - | - | - | -- | -- | --- | ------------ | --- | --- | --- | --- | --- |
| 1   | Atlético Mineiro        | 13  | 6 | 4 | 1 | 1 | 12 | 4  | +8  | Fase final   |     | —   | 1–0 | 3–0 | 4–0 |
| 2   | Independiente del Valle | 11  | 6 | 3 | 2 | 1 | 7  | 4  | +3  | Fase final   |     | 3–2 | —   | 1–1 | 2–0 |
| 3   | Colo-Colo               | 9   | 6 | 2 | 3 | 1 | 4  | 5  | −1  |              |     | 0–0 | 0–0 | —   | 1–0 |
| 4   | Melgar                  | 0   | 6 | 0 | 0 | 6 | 2  | 12 | −10 |              | 1–2 | 0–1 | 1–2 | —   |     |

### Grupo 6
| Pos | Equipe      | Pts | J | V | E | D | GP | GC | SG | Classificado |     | TOL | GRE | SLA | LDU |
| --- | ----------- | --- | - | - | - | - | -- | -- | -- | ------------ | --- | --- | --- | --- | --- |
| 1   | Toluca      | 13  | 6 | 4 | 1 | 1 | 9  | 5  | +4 | Fase final   |     | —   | 2–0 | 2–1 | 2–1 |
| 2   | Grêmio      | 11  | 6 | 3 | 2 | 1 | 10 | 6  | +4 | Fase final   |     | 1–0 | —   | 1–1 | 4–0 |
| 3   | San Lorenzo | 4   | 6 | 0 | 4 | 2 | 5  | 8  | −3 |              |     | 1–1 | 1–1 | —   | 1–1 |
| 4   | LDU Quito   | 4   | 6 | 1 | 1 | 4 | 7  | 12 | −5 |              | 1–2 | 2–3 | 2–0 | —   |     |

### Grupo 7
| Pos | Equipe            | Pts | J | V | E | D | GP | GC | SG | Classificado |     | PUM | TAC | OLI | EME |
| --- | ----------------- | --- | - | - | - | - | -- | -- | -- | ------------ | --- | --- | --- | --- | --- |
| 1   | Pumas UNAM        | 15  | 6 | 5 | 0 | 1 | 17 | 8  | +9 | Fase final   |     | —   | 4–1 | 4–1 | 4–2 |
| 2   | Deportivo Táchira | 9   | 6 | 3 | 0 | 3 | 6  | 11 | −5 | Fase final   |     | 2–0 | —   | 2–1 | 1–0 |
| 3   | Olimpia           | 7   | 6 | 2 | 1 | 3 | 12 | 12 | 0  |              |     | 0–2 | 4–0 | —   | 4–2 |
| 4   | Emelec            | 4   | 6 | 1 | 1 | 4 | 10 | 14 | −4 |              | 2–3 | 2–0 | 2–2 | —   |     |

### Grupo 8
| Pos | Equipe        | Pts | J | V | E | D | GP | GC | SG  | Classificado |     | COR | CER | ISF | COB |
| --- | ------------- | --- | - | - | - | - | -- | -- | --- | ------------ | --- | --- | --- | --- | --- |
| 1   | Corinthians   | 13  | 6 | 4 | 1 | 1 | 13 | 4  | +9  | Fase final   |     | —   | 2–0 | 1–0 | 6–0 |
| 2   | Cerro Porteño | 10  | 6 | 3 | 1 | 2 | 6  | 7  | −1  | Fase final   |     | 3–2 | —   | 1–0 | 2–1 |
| 3   | Santa Fe      | 8   | 6 | 2 | 2 | 2 | 6  | 4  | +2  |              |     | 1–1 | 0–0 | —   | 3–0 |
| 4   | Cobresal      | 3   | 6 | 1 | 0 | 5 | 4  | 14 | −10 |              | 0–1 | 2–0 | 1–2 | —   |     |

## Classificação para a fase final
Para a determinação das chaves da fase de oitavas de final em diante, as equipes foram divididas entre os primeiros colocados e os segundos colocados na fase de grupos, definindo os cruzamentos da seguinte forma: 1º vs. 16º, 2º vs. 15º, 3º vs. 14º, 4º vs. 13º, 5º vs. 12º, 6º vs. 11º, 7º vs. 10º e 8º vs. 9º, sendo de 1º a 8º os primeiros de cada grupo e de 9º a 16º os segundos.
Esta classificação também serve para determinar em todas as fases seguintes qual time jogará a partida de volta em casa, sendo sempre o time de melhor colocação a ter este direito.
Caso duas equipes de um mesmo país se classifiquem para a fase semifinal, elas obrigatoriamente terão que se enfrentar, mesmo que o emparelhamento não aponte para isso. Se na decisão, uma das equipes for do México, a primeira partida da final será obrigatoriamente em território mexicano.
Tabela de classificação
| Pos. | Primeiros dos grupos | Pts | J | V | E | D | GP | GC | SG  | Ap  |
| ---- | -------------------- | --- | - | - | - | - | -- | -- | --- | --- |
| 1    | Atlético Nacional    | 16  | 6 | 5 | 1 | 0 | 12 | 0  | +12 | 89% |
| 2    | Pumas UNAM           | 15  | 6 | 5 | 0 | 1 | 17 | 8  | +9  | 83% |
| 3    | Corinthians          | 13  | 6 | 4 | 1 | 1 | 13 | 4  | +9  | 72% |
| 4    | Atlético Mineiro     | 13  | 6 | 4 | 1 | 1 | 12 | 4  | +8  | 72% |
| 5    | Toluca               | 13  | 6 | 4 | 1 | 1 | 9  | 5  | +4  | 72% |
| 6    | Boca Juniors         | 12  | 6 | 3 | 3 | 0 | 11 | 4  | +7  | 67% |
| 7    | River Plate          | 11  | 6 | 3 | 2 | 1 | 17 | 7  | +10 | 61% |
| 8    | Rosário Central      | 11  | 6 | 3 | 2 | 1 | 13 | 8  | +5  | 61% |

| Pos. | Segundos dos grupos     | Pts | J | V | E | D | GP | GC | SG | Ap  |
| ---- | ----------------------- | --- | - | - | - | - | -- | -- | -- | --- |
| 9    | Grêmio                  | 11  | 6 | 3 | 2 | 1 | 10 | 6  | +4 | 61% |
| 10   | Independiente del Valle | 11  | 6 | 3 | 2 | 1 | 7  | 4  | +3 | 61% |
| 11   | Cerro Porteño           | 10  | 6 | 3 | 1 | 2 | 6  | 7  | –1 | 55% |
| 12   | São Paulo               | 9   | 6 | 2 | 3 | 1 | 11 | 5  | +6 | 50% |
| 13   | Racing                  | 9   | 6 | 2 | 3 | 1 | 11 | 7  | +4 | 50% |
| 14   | Nacional                | 9   | 6 | 2 | 3 | 1 | 6  | 6  | 0  | 50% |
| 15   | Deportivo Táchira       | 9   | 6 | 3 | 0 | 3 | 6  | 11 | –5 | 50% |
| 16   | Huracán                 | 8   | 6 | 2 | 2 | 2 | 7  | 7  | 0  | 44% |

## Fase final
Em itálico, os times que possuem o mando de campo no primeiro jogo do confronto e em negrito os times classificados.
|  | Oitavas de final        | Oitavas de final        | Oitavas de final        | Oitavas de final        |       |                               | Quartas de final | Quartas de final | Quartas de final | Quartas de final |  |                         | Semifinais      | Semifinais      | Semifinais      | Semifinais      |                         |   | Final            | Final            | Final            | Final            |
|  | 26 de abril a 5 de maio | 26 de abril a 5 de maio | 26 de abril a 5 de maio | 26 de abril a 5 de maio |       |                               | 11 a 24 de maio  | 11 a 24 de maio  | 11 a 24 de maio  | 11 a 24 de maio  |  |                         | 6 a 14 de julho | 6 a 14 de julho | 6 a 14 de julho | 6 a 14 de julho |                         |   | 20 e 27 de julho | 20 e 27 de julho | 20 e 27 de julho | 20 e 27 de julho |
|  |                         |                         |                         |                         |       |                               |                  |                  |                  |                  |  |                         |                 |                 |                 |                 |                         |   |                  |                  |                  |                  |
|  | Independiente del Valle | 2                       | 0                       | 2                       |       |                               |                  |                  |                  |                  |  |                         |                 |                 |                 |                 |                         |   |                  |                  |                  |                  |
|  | River Plate             | 0                       | 1                       | 1                       |       |                               |                  |                  |                  |                  |  |                         |                 |                 |                 |                 |                         |   |                  |                  |                  |                  |
|  | River Plate             | 0                       | 1                       | 1                       |       | Independiente del Valle (pen) | 2                | 1                | 3 (5)            |                  |  |                         |                 |                 |                 |                 |                         |   |                  |                  |                  |                  |
|  |                         |                         |                         |                         |       | Independiente del Valle (pen) | 2                | 1                | 3 (5)            |                  |  |                         |                 |                 |                 |                 |                         |   |                  |                  |                  |                  |
|  |                         | Pumas UNAM              | 1                       | 2                       | 3 (3) |                               |                  |                  |                  |                  |  |                         |                 |                 |                 |                 |                         |   |                  |                  |                  |                  |
|  | Deportivo Táchira       | Pumas UNAM              | 1                       | 2                       | 3 (3) | 1                             | 0                | 1                |                  |                  |  |                         |                 |                 |                 |                 |                         |   |                  |                  |                  |                  |
|  | Deportivo Táchira       |                         |                         |                         |       | 1                             | 0                | 1                |                  |                  |  |                         |                 |                 |                 |                 |                         |   |                  |                  |                  |                  |
|  | Pumas UNAM              | 0                       | 2                       | 2                       |       |                               |                  |                  |                  |                  |  |                         |                 |                 |                 |                 |                         |   |                  |                  |                  |                  |
|  | Pumas UNAM              | 0                       | 2                       | 2                       |       |                               |                  |                  |                  |                  |  | Independiente del Valle | 2               | 3               | 5               |                 |                         |   |                  |                  |                  |                  |
|  |                         |                         |                         |                         |       |                               |                  |                  |                  |                  |  | Independiente del Valle | 2               | 3               | 5               |                 |                         |   |                  |                  |                  |                  |
|  |                         | Boca Juniors            | 1                       | 2                       | 3     |                               |                  |                  |                  |                  |  |                         |                 |                 |                 |                 |                         |   |                  |                  |                  |                  |
|  | Nacional (gf)           | Boca Juniors            | 1                       | 2                       | 3     | 0                             | 2                | 2                |                  |                  |  |                         |                 |                 |                 |                 |                         |   |                  |                  |                  |                  |
|  | Nacional (gf)           |                         |                         |                         |       | 0                             | 2                | 2                |                  |                  |  |                         |                 |                 |                 |                 |                         |   |                  |                  |                  |                  |
|  | Corinthians             | 0                       | 2                       | 2                       |       |                               |                  |                  |                  |                  |  |                         |                 |                 |                 |                 |                         |   |                  |                  |                  |                  |
|  | Corinthians             | 0                       | 2                       | 2                       |       | Nacional                      | 1                | 1                | 2 (3)            |                  |  |                         |                 |                 |                 |                 |                         |   |                  |                  |                  |                  |
|  |                         |                         |                         |                         |       | Nacional                      | 1                | 1                | 2 (3)            |                  |  |                         |                 |                 |                 |                 |                         |   |                  |                  |                  |                  |
|  |                         | Boca Juniors (pen)      | 1                       | 1                       | 2 (4) |                               |                  |                  |                  |                  |  |                         |                 |                 |                 |                 |                         |   |                  |                  |                  |                  |
|  | Cerro Porteño           | Boca Juniors (pen)      | 1                       | 1                       | 2 (4) | 1                             | 1                | 2                |                  |                  |  |                         |                 |                 |                 |                 |                         |   |                  |                  |                  |                  |
|  | Cerro Porteño           |                         |                         |                         |       | 1                             | 1                | 2                |                  |                  |  |                         |                 |                 |                 |                 |                         |   |                  |                  |                  |                  |
|  | Boca Juniors            | 2                       | 3                       | 5                       |       |                               |                  |                  |                  |                  |  |                         |                 |                 |                 |                 |                         |   |                  |                  |                  |                  |
|  | Boca Juniors            | 2                       | 3                       | 5                       |       |                               |                  |                  |                  |                  |  |                         |                 |                 |                 |                 | Independiente del Valle | 1 | 0                | 1                |                  |                  |
|  |                         |                         |                         |                         |       |                               |                  |                  |                  |                  |  |                         |                 |                 |                 |                 |                         | 1 | 0                | 1                |                  |                  |
|  |                         | Atlético Nacional       | 1                       | 1                       | 2     |                               |                  |                  |                  |                  |  |                         |                 |                 |                 |                 |                         |   |                  |                  |                  |                  |
|  | São Paulo               | Atlético Nacional       | 1                       | 1                       | 2     | 4                             | 1                | 5                |                  |                  |  |                         |                 |                 |                 |                 |                         |   |                  |                  |                  |                  |
|  | São Paulo               |                         |                         |                         |       | 4                             | 1                | 5                |                  |                  |  |                         |                 |                 |                 |                 |                         |   |                  |                  |                  |                  |
|  | Toluca                  | 0                       | 3                       | 3                       |       |                               |                  |                  |                  |                  |  |                         |                 |                 |                 |                 |                         |   |                  |                  |                  |                  |
|  | Toluca                  | 0                       | 3                       | 3                       |       | São Paulo (gf)                | 1                | 1                | 2                |                  |  |                         |                 |                 |                 |                 |                         |   |                  |                  |                  |                  |
|  |                         |                         |                         |                         |       | São Paulo (gf)                | 1                | 1                | 2                |                  |  |                         |                 |                 |                 |                 |                         |   |                  |                  |                  |                  |
|  |                         | Atlético Mineiro        | 0                       | 2                       | 2     |                               |                  |                  |                  |                  |  |                         |                 |                 |                 |                 |                         |   |                  |                  |                  |                  |
|  | Racing                  | Atlético Mineiro        | 0                       | 2                       | 2     | 0                             | 1                | 1                |                  |                  |  |                         |                 |                 |                 |                 |                         |   |                  |                  |                  |                  |
|  | Racing                  |                         |                         |                         |       | 0                             | 1                | 1                |                  |                  |  |                         |                 |                 |                 |                 |                         |   |                  |                  |                  |                  |
|  | Atlético Mineiro        | 0                       | 2                       | 2                       |       |                               |                  |                  |                  |                  |  |                         |                 |                 |                 |                 |                         |   |                  |                  |                  |                  |
|  | Atlético Mineiro        | 0                       | 2                       | 2                       |       |                               |                  |                  |                  |                  |  | São Paulo               | 0               | 1               | 1               |                 |                         |   |                  |                  |                  |                  |
|  |                         |                         |                         |                         |       |                               |                  |                  |                  |                  |  | São Paulo               | 0               | 1               | 1               |                 |                         |   |                  |                  |                  |                  |
|  |                         | Atlético Nacional       | 2                       | 2                       | 4     |                               |                  |                  |                  |                  |  |                         |                 |                 |                 |                 |                         |   |                  |                  |                  |                  |
|  | Grêmio                  | Atlético Nacional       | 2                       | 2                       | 4     | 0                             | 0                | 0                |                  |                  |  |                         |                 |                 |                 |                 |                         |   |                  |                  |                  |                  |
|  | Grêmio                  |                         |                         |                         |       | 0                             | 0                | 0                |                  |                  |  |                         |                 |                 |                 |                 |                         |   |                  |                  |                  |                  |
|  | Rosário Central         | 1                       | 3                       | 4                       |       |                               |                  |                  |                  |                  |  |                         |                 |                 |                 |                 |                         |   |                  |                  |                  |                  |
|  | Rosário Central         | 1                       | 3                       | 4                       |       | Rosário Central               | 1                | 1                | 2                |                  |  |                         |                 |                 |                 |                 |                         |   |                  |                  |                  |                  |
|  |                         |                         |                         |                         |       | Rosário Central               | 1                | 1                | 2                |                  |  |                         |                 |                 |                 |                 |                         |   |                  |                  |                  |                  |
|  |                         | Atlético Nacional       | 0                       | 3                       | 3     |                               |                  |                  |                  |                  |  |                         |                 |                 |                 |                 |                         |   |                  |                  |                  |                  |
|  | Huracán                 | Atlético Nacional       | 0                       | 3                       | 3     | 0                             | 2                | 2                |                  |                  |  |                         |                 |                 |                 |                 |                         |   |                  |                  |                  |                  |
|  | Huracán                 |                         |                         |                         |       | 0                             | 2                | 2                |                  |                  |  |                         |                 |                 |                 |                 |                         |   |                  |                  |                  |                  |
|  | Atlético Nacional       | 0                       | 4                       | 4                       |       |                               |                  |                  |                  |                  |  |                         |                 |                 |                 |                 |                         |   |                  |                  |                  |                  |

### Final
Jogo de ida
| 20 de julho   | Independiente del Valle | 1 – 1     | Atlético Nacional | Estádio Olímpico Atahualpa, Quito            |
| 19:45 (UTC−5) | Mina 86'                | Relatório | Berrío 35'        | Público: 40 000 Árbitro: PAR Enrique Cáceres |

Jogo de volta
| 27 de julho   | Atlético Nacional | 1 – 0     | Independiente del Valle | Estádio Atanasio Girardot, Medellín        |
| 19:45 (UTC−5) | Borja 8'          | Relatório |                         | Público: 46 000 Árbitro: ARG Néstor Pitana |

## Premiação

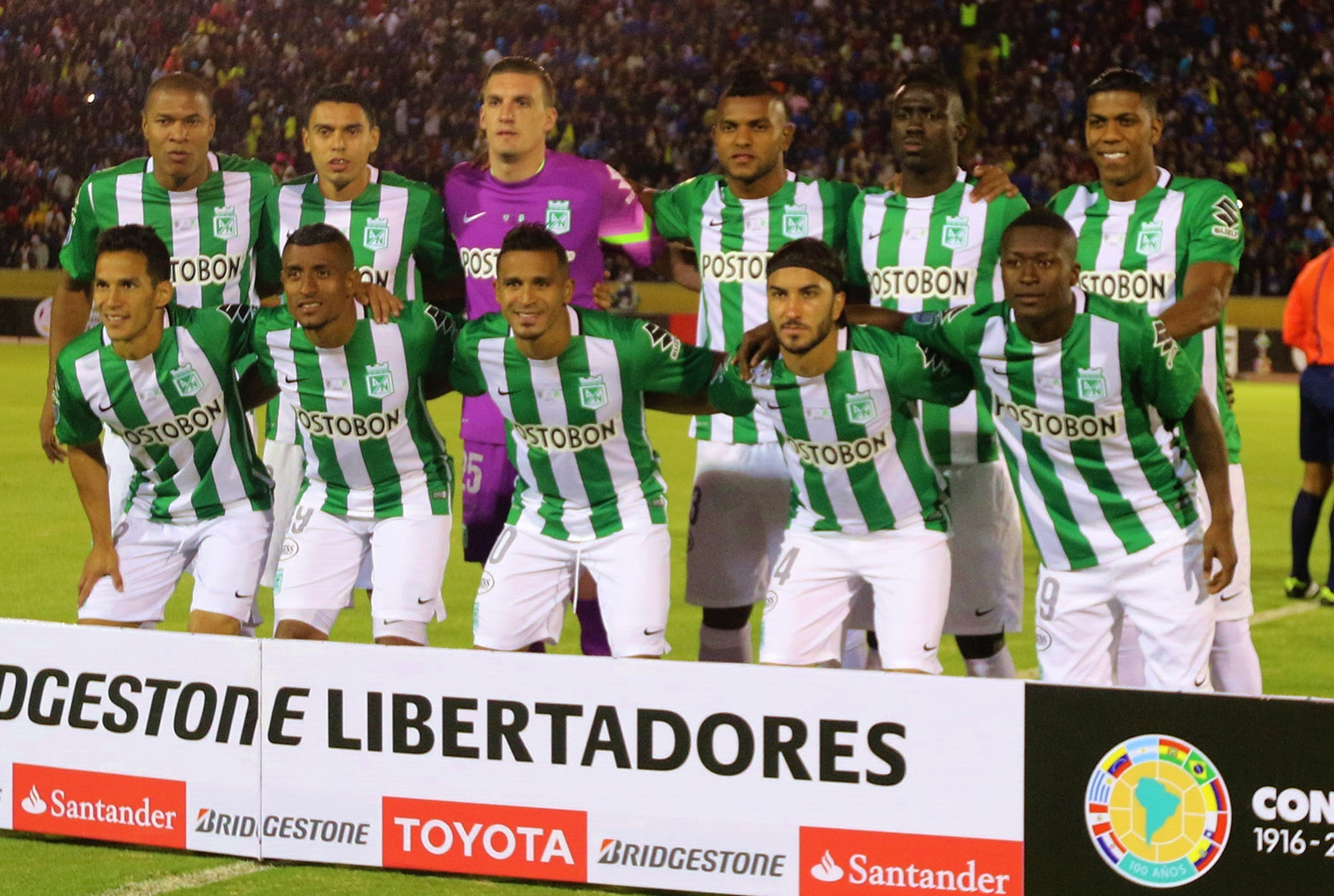
Equipe do Atlético Nacional que conquistou o segundo título

| Copa Libertadores da América de 2016  |
| Colômbia                              |
| ------------------------------------- |
| ATLÉTICO NACIONAL Campeão (2° título) |

## Estatísticas
| Jogador          | Equipe                  | Gols |
| ---------------- | ----------------------- | ---- |
| Jonathan Calleri‎ | São Paulo               | 9    |
| Ismael Sosa      | Pumas UNAM              | 8    |
| Marco Ruben      | Rosário Central         | 8    |
| José Angulo      | Independiente del Valle | 6    |
| Junior Sornoza   | Independiente del Valle | 6    |
| Carlos Tévez     | Boca Juniors            | 5    |
| Fernando Uribe   | Toluca                  | 5    |
| Michael Santos   | River Plate             | 5    |
| Miguel Borja     | Atlético Nacional       | 5    |
| Ramón Ábila      | Huracán                 | 5    |

| Jogador              | Equipe            | Assis. |
| -------------------- | ----------------- | ------ |
| Alejandro Silva      | Olimpia           | 4      |
| Jorge Rojas          | Deportivo Táchira | 4      |
| Luis Seijas          | Santa Fe          | 4      |
| Marlos Moreno        | Atlético Nacional | 4      |
| Paulo Henrique Ganso | São Paulo         | 4      |

## Maiores públicos
Esses são os dez maiores públicos do campeonato:[carece de fontes?]
| Nº | Público | Mandante          | Placar | Visitante               | Estádio                | Data        | Fase             | Ref.   |
| -- | ------- | ----------------- | ------ | ----------------------- | ---------------------- | ----------- | ---------------- | ------ |
| 1  | 61 766  | São Paulo         | 0–2    | Atlético Nacional       | Morumbi                | 6 de julho  | Semifinal        | [ 23 ] |
| 2  | 61 297  | São Paulo         | 1–0    | Atlético Mineiro        | Morumbi                | 11 de maio  | Quartas de final | [ 24 ] |
| 3  | 55 000  | River Plate       | 1–0    | Independiente del Valle | Monumental de Núñez    | 4 de maio   | Oitavas de final |        |
| 4  | 53 241  | São Paulo         | 4–0    | Toluca                  | Morumbi                | 28 de abril | Oitavas de final | [ 25 ] |
| 5  | 51 342  | São Paulo         | 2–1    | River Plate             | Morumbi                | 13 de abril | Fase de grupos   | [ 26 ] |
| 6  | 50 000  | Boca Juniors      | 3–1    | Cerro Porteño           | La Bombonera           | 5 de maio   | Oitavas de final |        |
| 7  | 46 000  | Atlético Nacional | 1–0    | Independiente del Valle | Atanasio Girardot      | 27 de julho | Final            |        |
| 8  | 45 000  | Rosário Central   | 4–1    | River Plate             | Gigante de Arroyito    | 9 de março  | Fase de grupos   |        |
| 8  | 45 000  | River Plate       | 1–1    | São Paulo               | Monumental de Núñez    | 10 de março | Fase de grupos   | [ 27 ] |
| 8  | 45 000  | Boca Juniors      | 6–2    | Deportivo Cali          | La Bombonera           | 20 de abril | Fase de grupos   |        |
| 8  | 45 000  | Pumas UNAM        | 2–1    | Independiente del Valle | Olímpico Universitário | 24 de maio  | Quartas de final |        |

## Menores públicos
Esses são os dez menores públicos do campeonato:[carece de fontes?]
| Nº | Público | Mandante                | Placar | Visitante               | Estádio              | Data            | Fase           | Ref. |
| -- | ------- | ----------------------- | ------ | ----------------------- | -------------------- | --------------- | -------------- | ---- |
| 1  | 500     | Cobresal                | 2–0    | Cerro Porteño           | El Cobre             | 13 de abril     | Fase de grupos |      |
| 2  | 1 699   | Cobresal                | 1–2    | Santa Fe                | El Cobre             | 9 de março      | Fase de grupos |      |
| 3  | 2 000   | Emelec                  | 2–3    | Pumas UNAM              | Jocay                | 13 de abril     | Fase de grupos |      |
| 3  | 2 000   | Deportivo Cali          | 1–1    | Bolívar                 | Deportivo Cali       | 14 de abril     | Fase de grupos |      |
| 5  | 3 000   | River Plate             | 2–2    | Palmeiras               | Domingo Burgueño     | 16 de fevereiro | Fase de grupos |      |
| 6  | 3 500   | River Plate             | 1–3    | Rosário Central         | Centenario           | 17 de março     | Fase de grupos |      |
| 7  | 4 000   | Cobresal                | 0–1    | Corinthians             | El Cobre             | 17 de fevereiro | Fase de grupos |      |
| 7  | 4 000   | Independiente del Valle | 2–0    | Melgar                  | Rumiñahui            | 15 de março     | Fase de grupos |      |
| 9  | 5 000   | Guaraní                 | 2–1    | Independiente del Valle | Defensores del Chaco | 11 de fevereiro | Primeira fase  |      |
| 9  | 5 000   | Independiente del Valle | 3–2    | Atlético Mineiro        | Rumiñahui            | 6 de abril      | Fase de grupos |      |
| 9  | 5 000   | Peñarol                 | 4–3    | Sporting Cristal        | Campeón del Siglo    | 19 de abril     | Fase de grupos |      |

## Classificação geral
Oficialmente a CONMEBOL não reconhece uma classificação geral de participantes na Copa Libertadores. A tabela a seguir classifica as equipes de acordo com a fase alcançada e considerando os critérios de desempate.
| Classificação final             | Classificação final     | Classificação final | Classificação final | Classificação final | Classificação final | Classificação final | Classificação final | Classificação final | Classificação final | Classificação final | Classificação final |
| Pos.                            | Times                   | P                   | J                   | V                   | E                   | D                   | GP                  | GC                  | SG                  |                     |                     |
| ------------------------------- | ----------------------- | ------------------- | ------------------- | ------------------- | ------------------- | ------------------- | ------------------- | ------------------- | ------------------- | ------------------- | ------------------- |
| Campeão                         |                         |                     |                     |                     |                     |                     |                     |                     |                     |                     |                     |
| 1                               | Atlético Nacional       | 33                  | 14                  | 10                  | 3                   | 1                   | 25                  | 6                   | +19                 |                     |                     |
| Vice-campeão                    |                         |                     |                     |                     |                     |                     |                     |                     |                     |                     |                     |
| 2                               | Independiente del Valle | 27                  | 16                  | 8                   | 3                   | 5                   | 20                  | 15                  | +5                  |                     |                     |
| Eliminados nas semifinais       |                         |                     |                     |                     |                     |                     |                     |                     |                     |                     |                     |
| 3                               | Boca Juniors            | 20                  | 12                  | 5                   | 5                   | 2                   | 21                  | 13                  | +8                  |                     |                     |
| 4                               | São Paulo               | 19                  | 14                  | 5                   | 4                   | 5                   | 21                  | 15                  | +6                  |                     |                     |
| Eliminados nas quartas de final |                         |                     |                     |                     |                     |                     |                     |                     |                     |                     |                     |
| 5                               | Pumas UNAM              | 21                  | 10                  | 7                   | 0                   | 3                   | 22                  | 12                  | +10                 |                     |                     |
| 6                               | Atlético Mineiro        | 20                  | 10                  | 6                   | 2                   | 2                   | 16                  | 7                   | +9                  |                     |                     |
| 7                               | Rosário Central         | 20                  | 10                  | 6                   | 2                   | 2                   | 19                  | 11                  | +8                  |                     |                     |
| 8                               | Nacional                | 13                  | 10                  | 2                   | 7                   | 1                   | 10                  | 10                  | 0                   |                     |                     |
| Eliminados nas oitavas de final |                         |                     |                     |                     |                     |                     |                     |                     |                     |                     |                     |
| 9                               | Toluca                  | 16                  | 8                   | 5                   | 1                   | 2                   | 12                  | 10                  | +2                  |                     |                     |
| 10                              | Corinthians             | 15                  | 8                   | 4                   | 3                   | 1                   | 15                  | 6                   | +9                  |                     |                     |
| 11                              | River Plate             | 14                  | 8                   | 4                   | 2                   | 2                   | 18                  | 9                   | +9                  |                     |                     |
| 12                              | Racing                  | 14                  | 10                  | 3                   | 5                   | 2                   | 15                  | 11                  | +4                  |                     |                     |
| 13                              | Huracán                 | 12                  | 10                  | 3                   | 3                   | 4                   | 11                  | 13                  | –2                  |                     |                     |
| 14                              | Deportivo Táchira       | 12                  | 8                   | 4                   | 0                   | 4                   | 7                   | 13                  | –6                  |                     |                     |
| 15                              | Grêmio                  | 11                  | 8                   | 3                   | 2                   | 3                   | 10                  | 10                  | 0                   |                     |                     |
| 16                              | Cerro Porteño           | 10                  | 8                   | 3                   | 1                   | 4                   | 8                   | 12                  | –4                  |                     |                     |

| Eliminados na fase de grupos |                           |    |   |   |   |   |    |    |     |
| Pos.                         | Times                     | P  | J | V | E | D | GP | GC | SG  |
| 17                           | Santa Fe                  | 14 | 8 | 4 | 2 | 2 | 12 | 5  | +7  |
| 18                           | Colo-Colo                 | 9  | 6 | 2 | 3 | 1 | 4  | 5  | –1  |
| 19                           | Palmeiras                 | 8  | 6 | 2 | 2 | 2 | 12 | 8  | +4  |
| 20                           | The Strongest             | 8  | 6 | 2 | 2 | 2 | 6  | 11 | –5  |
| 21                           | Olimpia                   | 7  | 6 | 2 | 1 | 3 | 12 | 12 | 0   |
| 22                           | River Plate               | 7  | 8 | 1 | 4 | 3 | 8  | 15 | –7  |
| 23                           | Bolívar                   | 6  | 6 | 1 | 3 | 2 | 10 | 10 | 0   |
| 24                           | Peñarol                   | 5  | 6 | 1 | 2 | 3 | 5  | 11 | –6  |
| 25                           | San Lorenzo               | 4  | 6 | 0 | 4 | 2 | 5  | 8  | –3  |
| 26                           | Emelec                    | 4  | 6 | 1 | 1 | 4 | 10 | 14 | –4  |
| 27                           | LDU Quito                 | 4  | 6 | 1 | 1 | 4 | 7  | 12 | –5  |
| 28                           | Sporting Cristal          | 4  | 6 | 1 | 1 | 4 | 9  | 15 | –6  |
| 29                           | Trujillanos               | 4  | 6 | 1 | 1 | 4 | 7  | 18 | –11 |
| 30                           | Cobresal                  | 3  | 6 | 1 | 0 | 5 | 4  | 14 | –10 |
| 31                           | Deportivo Cali            | 3  | 6 | 0 | 3 | 3 | 7  | 18 | –11 |
| 32                           | Melgar                    | 0  | 6 | 0 | 0 | 6 | 2  | 12 | –10 |
| Eliminados na primeira fase  |                           |    |   |   |   |   |    |    |     |
| 33                           | Caracas                   | 3  | 2 | 1 | 0 | 1 | 2  | 2  | 0   |
| 34                           | Guaraní                   | 3  | 2 | 1 | 0 | 1 | 2  | 2  | 0   |
| 35                           | Puebla                    | 1  | 2 | 0 | 1 | 1 | 2  | 3  | –1  |
| 36                           | Universidad César Vallejo | 1  | 2 | 0 | 1 | 1 | 1  | 2  | –1  |
| 37                           | Universidad de Chile      | 1  | 2 | 0 | 1 | 1 | 0  | 2  | –2  |
| 38                           | Oriente Petrolero         | 0  | 2 | 0 | 0 | 2 | 1  | 6  | –5  |